# Einar Nilsson
Einar Nilsson (ur. 8 czerwca 1891 w Råneå, zm. 22 lutego 1937) – szwedzki lekkoatleta.

## Kariera
Podczas igrzysk olimpijskich w 1912 roku wziął udział w zawodach rozgrywanych w sześciu różnych konkurencjach – w żadnym ze startów nie wywalczył krążka, najlepiej radził sobie w rzucie dyskiem oburącz, konkurs którego zakończył na 4. miejscu w finale. Na igrzyskach w 1920 roku zaś zajął 5. miejsce w finale konkursu pchnięcia kulą.